# Mount Severtsev
Mount Severtsev är ett berg i Antarktis. Det ligger i Östantarktis. Norge gör anspråk på området. Toppen på Mount Severtsev är 2 540 meter över havet, eller 305 meter över den omgivande terrängen. Bredden vid basen är 6,3 km.
Terrängen runt Mount Severtsev är huvudsakligen kuperad, men västerut är den bergig. Trakten är obefolkad. Det finns inga samhällen i närheten.